# Polystichum tijucense
Polystichum tijucense är en träjonväxtart som beskrevs av Fée. Polystichum tijucense ingår i släktet Polystichum och familjen Dryopteridaceae. Inga underarter finns listade.